# 粉背琼楠
粉背琼楠（学名：Beilschmiedia glauca）为樟科琼楠属下的一个种。

## 扩展阅读
- 維基物種上的相關：粉背琼楠